# Artemisia jaxartica
Artemisia jaxartica là một loài thực vật có hoa trong họ Cúc. Loài này được Poljakov mô tả khoa học đầu tiên năm 1955.